# Federico García Lorca

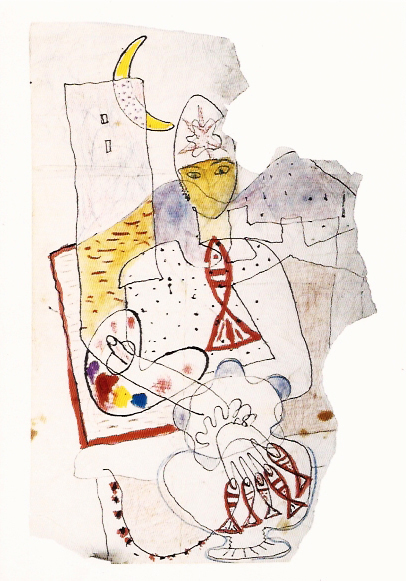
Salvador Dalí, målad av Federico García Lorca 1927.

Federico García Lorca, född 5 juni 1898 i byn Fuente Vaqueros i provinsen Granada i södra Spanien, död 19 augusti 1936 i Víznar, Granada, var en spansk poet och dramatiker.

## Liv och verk
Lorca studerade juridik och litteratur i Madrid 1919–1928. Han debuterade 1920 med dramat El maleficio de la mariposa ("Fjärilens förbannelse"). Lorca var en mångsidig och nydanande författare med ett tydligt, om ej direkt, politiskt engagemang. 
Efter besök i Nord- och Sydamerika återvände Lorca till Spanien och drev från 1932 studentteatern "La barraca", med en klassisk repertoar. Lorcas egna pjäser, mest bemärkta torde tragedierna Bodas de sangre ("Blodsbröllop") Yerma och La casa de Bernarda Alba ("Bernardas hus") vara, centrerades kring människornas eviga frågor om kärlek, liv och död, och han kom genom sitt författarskap - Lorca var också lyriker - att förena traditionsmedvetande med förnyelse.. Som exempel på det senare kan nämnas den surrealistiskt färgade diktsviten Poeta en Nueva York liksom komedin Comedia sin título ('Komedi utan titel'); Lorca var under studenttiden vän med Salvador Dalí och Luis Buñuel.
Lorca var homosexuell, något som kom till uttryck i hans Sonetos del amor oscuro (ung. 'Den mörka kärlekens sonetter'), postumt utgiven 1981.
Lorca kom från en intellektuell och liberal miljö, och var hängiven anhängare av den spanska republiken, etablerad efter monarkins fall 1931. På grund av detta kom han på kollisionskurs med högerkrafterna (liksom f.ö. katolska kyrkan) i det spanska samhället, vilka samtidigt avskydde hans radikalism i övrigt, och han sågs som rojo ("röd"). I augusti 1936, i början av det spanska inbördeskriget, mördades han av Francosidan.
2008 beordrade undersökningsdomaren Baltasar Garzón att den grav där kvarlevorna av Lorca antas ligga skulle öppnas för officiell begravning. Processen kom dock att stoppas av högre instans då Lorcas släktingar motsatt sig detta, ett beslut som omprövades 2009.

## Verk i urval

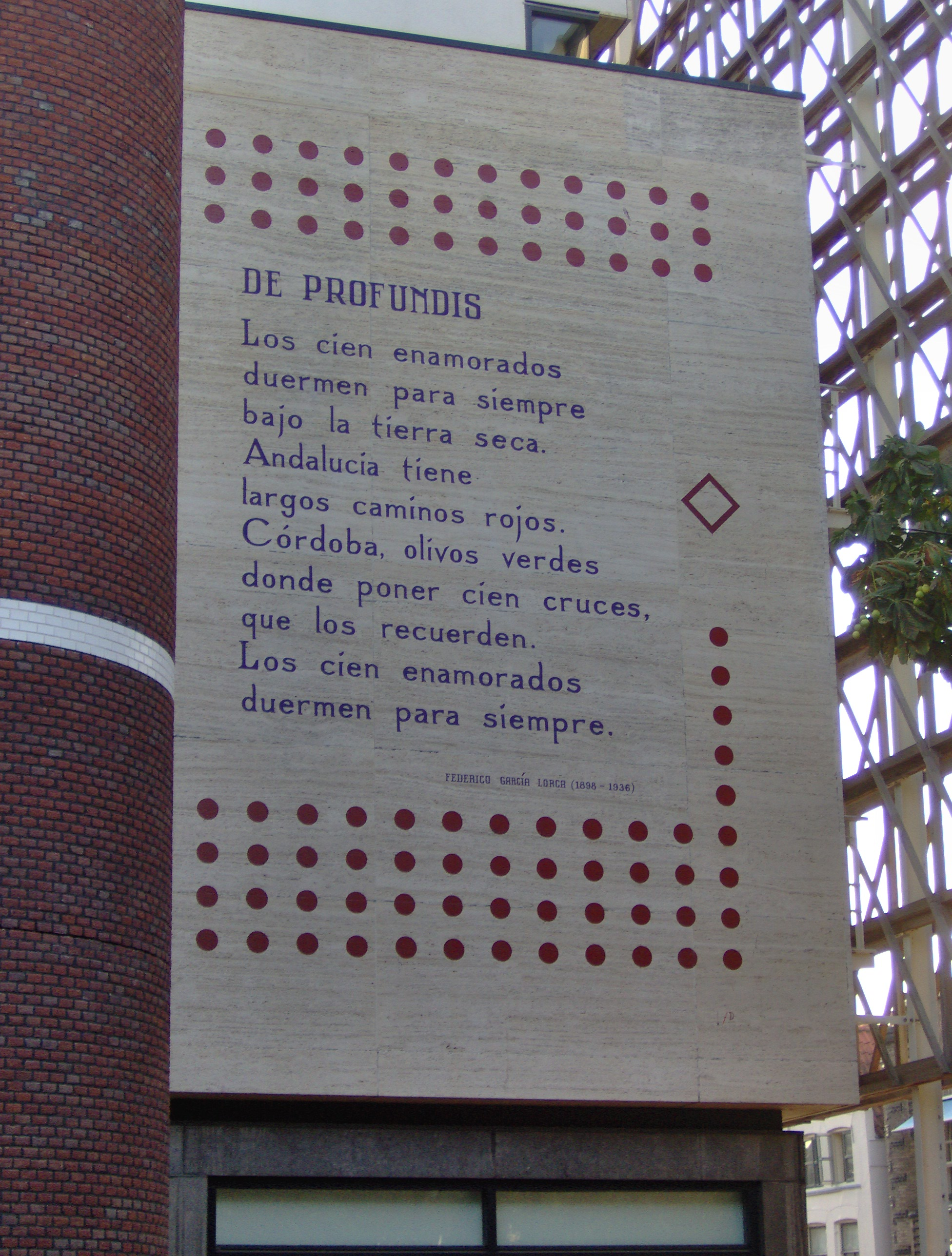
Lorcas dikt De profundis som väggdikt på östra sidan av Heike Kamerlingh Onnes laboratorium vid universitet på Langebrug i den holländska staden Leiden.

- El maleficio de la mariposa (pjäs, 1920)
- Libro de poemas (1921)
- Romancero Gitano (1928)
  - Zigenarballader (svensk tolkning av Lasse Söderberg, Wahlström & Widstrand, 1960)
- Don Perlimplins kärleksmöte med Belisa i sin trädgård (pjäs, 1928)
- Bodas de sangre (pjäs, 1933)
  - Blodsbröllop (översättning Karin Alin och Hjalmar Gullberg) (Norstedt, 1947)
  - Blodsbröllop ((översättning av Lars Bjurman och Jens Nordenhök). Ingår i: Teater. 2 (Interculture, 1989)
  - Blodsbröllop (översättning Jens Nordenhök). Ingår i Kvinnodramerna (Tranan, 2009)
- Llanto por Ignacio Sánchez Mejías (1934)
  - Klagosång över en tjurfäktares död (översättning Artur Lundkvist). Ingår i samlingsvolymen Vistelse på jorden (1950)
- Yerma (pjäs, 1934)
  - Yerma (översättning Karin Alin och Hjalmar Gullberg) (Norstedt, 1947)
  - Yerma (översättning Jens Nordenhök). Ingår i Kvinnodramerna (Tranan, 2009)
- La casa de Bernarda Alba (pjäs, 1936)
  - Bernardas hus (översättning Karin Alin och Hjalmar Gullberg) (Norstedt, 1947)
  - Bernard Albas hus (översättning av Lars Bjurman och Jens Nordenhök). Ingår i: Teater. [2] (Interculture, 1989)
  - Bernardas hus (översättning Jens Nordenhök). Ingår i Kvinnodramerna (Tranan, 2009)
- Poeta en Nueva York (1930)
  - Poet i New York (svensk tolkning av Artur Lundkvist, FIB:s lyrikklubb, 1959)
  - Poet i New York (översatt av Marika Gedin, Tranan, 2008)
- Suites (postumt 1983)
  - Sviter (svensk tolkning av Marika Gedin, Themis, 2002)
- La zapatera prodigiosa
  - Den galanta skomakarfrun: folklig fars (översättning: Karin Alin, Hjalmar Gullberg) (otryckt översättning för Radioteatern 1963)
- Asi que pasen cinco años
  - Om fem år: legend om tiden i tre akter (översättning av Artur Lundkvist och Francisco J. Uriz) (otryckt översättning för Kungliga Dramatiska Teatern 1967)
- Pez, astro y gafas
  - Fisk, himlakroppar och glasögon: kortprosa (översättning: Marika Gedin) (Tranan, 2009)
- Doña Rosita la soltera
  - Fröken Rosita (översättning av Lars Bjurman och Jens Nordenhök). Ingår i: Teater. [2] (Interculture, 1989)

### Svenska samlingsvolymer
- Vistelse på jorden: dikter (tolkade av Artur Lundkvist) (Bonnier, 1950) [även dikter av Pablo Neruda)
- Canciones 1921-1924 (urval och översättning av Estrid Tenggren, Gleerup, 1962)
- Närmare blodet än bläcket: dikter (FIB:s lyrikklubb, 1984)
- På Sirius finns barn: dikter för barn och andra (översättning och urval: Anders Cullhed, Marika Gedin) (Gedin, 1987)
- Teater. [1] (översättning av Lars Bjurman och Lasse Söderberg) (Interculture, 1989) [Innehåll: Lola skådespelerskan ; Scen med överstelöjtnant i Guardia Civil ; Dialog med Amargo ; Tre kortdialoger ; Buster Keatons cykeltur ; Flickan, sjömannen och studenten ; Chimär ; Don Perlimplíns kärleksmöte med Belisa i sin trädgård ; Resa till månen ; Publiken ; Don Cristóbals bröllopsbesvär ; Min kusin Aurelias drömmar ; Komedi utan titel]
- Fyra korta stycken (översättning: Marika Gedin) (Tranan, 2009) [Innehåll: Känslans urkund ; Om kärleken - teater av djur ; Skuggor ; Jehova]
- Publiken ; Så går fem år ; Resa till månen : två dramer och ett stumfilmsmanus (översättning: Marika Gedin) (Tranan, 2013)
- Divan från Tamarit och två oden (översättning: Marika Gedin) (Lind & Co, 2013)